# Sermaize

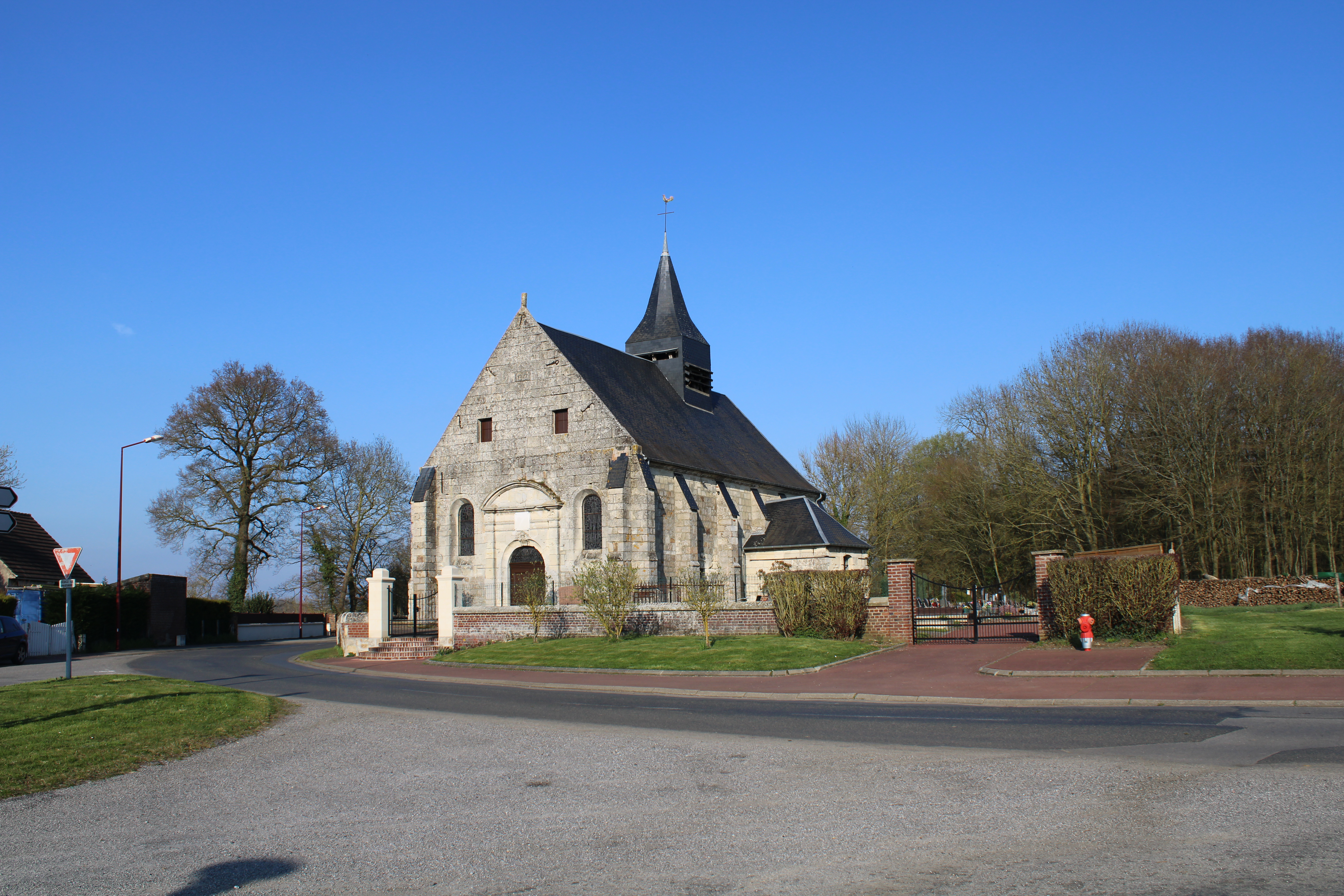
Kirche von Sermaize

Sermaize ist eine französische Gemeinde mit 273 Einwohnern (Stand: 1. Januar 2022) im Département Oise in der Region Hauts-de-France (vor 2016 Picardie). Sie gehört zum Kanton Noyon (bis 2015 Guiscard) und zum Gemeindeverband Pays Noyonnais.

## Geografie
Sermaize liegt im Pays Noyonnais etwa 38 Kilometer nordnordöstlich von Compiègne am Canal du Nord. Umgeben wird Sermaize von den Nachbargemeinden Catigny im Norden, Bussy im Nordosten, Beaurains-lès-Noyon im Osten, Porquéricourt im Süden sowie Lagny im Westen.

## Bevölkerungsentwicklung
| Jahr                      | 1962 | 1968 | 1975 | 1982 | 1990 | 1999 | 2006 | 2013 |
| ------------------------- | ---- | ---- | ---- | ---- | ---- | ---- | ---- | ---- |
| Einwohner                 | 161  | 180  | 232  | 257  | 255  | 227  | 235  | 241  |
| Quelle: Cassini und INSEE |      |      |      |      |      |      |      |      |

## Sehenswürdigkeiten
- Kirche

## Persönlichkeiten
- Claudin de Sermisy (1495–1562), Komponist